# Streganzberg
Streganzberg ist ein Wohnplatz im Ortsteil Streganz der Gemeinde Heidesee im Landkreis Dahme-Spreewald in Brandenburg.

## Geografische Lage
Der Wohnplatz liegt im südsüdwestlichen Teil der Gemarkung von Heidesee. Nördlich befindet sich das Waldgebiet Eichholzer Heide, östlich der Ortsteil Streganz, südlich die Gemeinde Münchehofe und westlich die Wohnplätze Prieros-Ziegelei und Streganz-Pechhütte. Nördlich der Wohnbebauung liegt der Blaue See.

## Geschichte
Im Jahr 1800 gab es ein Kolonistenhaus, das zunächst als Etablissement ohne Namen angelegt wurde und ein Jahr später als Haus bei und zu Streganz bezeichnet wurde. Es handelte sich um ein Vorwerk von Streganz. Im Jahr 1805 erschien die Bezeichnung Streganzscher Berg. Das Gut wurde um 1850 abgetrennt; die Besitzer wechselten teilweise alle zwei Jahre. Offenbar war das Gut zum Spekulationsobjekt geworden. Das Etablissement erschien im Jahr 1888 als Streganzberg. Es bestand zu dieser Zeit aus zwei Wohngebäuden, in denen zehn Personen lebten (1885). Im Jahr 1906 erwarb ein Ziegeleibesitzer das Anwesen und ließ ein Gutshaus mit Park und Gärtnerei anlegen. Im Jahr 1925 lebten im Dorf insgesamt 26 Personen. Es gehörte zum Gemeindebezirk Streganz und wurde dort 1931 ein Wohnplatz; 1950 von Prieros. Das Gut wurde im Zuge der Bodenreform aufgeteilt, das Gutshaus teilweise abgetragen. Im 21. Jahrhundert befindet sich in Streganzberg ein Milchschafhof.

## Kultur und Sehenswürdigkeiten
- Südlich des Pferdehofs am Ortsverbindungsweg nach Streganz befindet sich eine Blutbuchenallee, die als Naturdenkmal unter Schutz steht.